# 克里斯托夫·科赫
克里斯托夫·科赫（英語：Christof Koch，/kɒx/，1956年11月13日—）是一位德裔美国神经生理学家和計算神經科學家，加州理工學院教授，知名于对意识的神经基础的研究，主要作品有《意识探秘：意识的神经生物学研究》（The Quest for Consciousness: A Neurobiological Approach）等。